# Epidendrum angustatum
Epidendrum angustatum là một loài thực vật có hoa trong họ Lan. Loài này được (T.Hashim.) Dodson mô tả khoa học đầu tiên năm 1993.
Theo tiếng Hy Lạp Epi có nghĩa: ở trên và dendron: cây. Nhưng thực ra loài này có trên 1000 giống mọc ở mọi nơi: dưới đất, trên đá và cành cây. Người mới chơi lan thường chỉ biết đến lan Epidendrum qua 2 cây lan phổ thông nhất là cây Epidendrum radicans hay Epidendrum ibaguense hoặc những cây lan ghép giống từ hai cây này và đặt cho cái tên là trúc lan hoặc lan 4 mùa vì thân giống như cây trúc và ra hoa quanh năm. Epidendrum có nhiều cây, thân chẳng giống như cây trúc chút nào, như cây Epidendrum ciilare thân giống như Cattleya và cây Epidendrum parkinsonianum.
Epidendrum có thân cao nhất là Epidendrum cinnabarium, cao hơn 2 thước, hoa mọc ở trên ngọn.Đa số Epidendrum hoa trông na ná như hoa Encyclia cho nên nhiều người nhầm lẫn. Trước đây người ta xếp chung các loại có hoa giống nhau vào Epidendrum, nhưng sau đó đã tách riêng ra nhiều loại như: Encyclia, Barkeria, Oerstedella, Jaquiniella v.v… Gần đây người ta ghép Epidendrum với Cattleya, Laelia và nhiều loại khác tạo ra những bông hoa tuyệt đẹp.